# Königreich Gumma
Das Königreich Gumma war eines von mehreren Königreichen, die sich im 19. Jahrhundert in der Region Gibe in Äthiopien bildeten. 
Im Osten wurde es durch eine Biegung des Didessa begrenzt. Der Fluss trennte es von Limmu-Ennarea im Nordosten sowie Gomma und Gera im Süden. Jenseits der nördlichen Grenze lagen verschiedene Stämme der Macha Oromo und im Westen die Sidamo. 
Dieses ehemalige Königreich befand sich größtenteils auf einer Hochebene in einer mittleren Höhe von 2000 Metern über dem Meer. Schätzungen von 1880 zufolge lag die Bevölkerungszahl bei 50.000.
Seine Bewohner waren als Krieger bekannt.

## Geschichte
Die späteren Könige von Gumma führten ihre Herkunft auf einen Mann namens Adam zurück, welcher sich um 1770 in dieser Gegend niederließ und bei der Absetzung des letzten Königs der vorherigen Dynastie, Sarborada, geholfen haben soll. In seiner Diskussion dieser Tradition deutet der Historiker Mohammed Hassen an, dass dies dazu gedient haben könnte, den Gründer der Dynastie zu islamisieren.
Der König Jawa wurde durch Händler aus Shewa und Begemder zum Islam konvertiert und zwang diesen Glauben seinen Untertanen auf.
Im Jahr 1882 überzeugte der König von Gumma Abba Jubir die Könige von Ennerea, Gomma und Jimma, ein Bündnis („Muslimliga“) einzugehen, um der Bedrohung durch einige der Macha Oromo zu entgegnen. Diese bildeten daraufhin eine eigene Allianz, die „Liga der vier Oromo“. Anfangs hatte die Muslimliga wenig Erfolg gegen die Bedrohung, da Abba Jabir keine Unterstützung durch die anderen Mitglieder gegen die Macha erhielt. Als jedoch sein älterer Bruder Abba Digir gefangen genommen wurde, kamen die Menschen von Ennerea zu Hilfe. Selbst zusammen war Abba Jubir nicht erfolgreicher und musste einem Waffenstillstand mit den Macha zustimmen, um seinen Bruder zurückzuholen.
Abba Jubir begann später einen Krieg gegen Jimma und eroberte dessen Hauptstadt, obwohl Gomma und Limmu-Enera sich mit Jimma verbündet hatten.
Selbst nach dem Scheitern der Muslimliga blieb Gumma eine Hochburg des Islam und bot Asyl für Menschen die aus anderen Gibe-Königreichen verbannt wurden. 
Der Kaiser Menelik II. eroberte 1885 das Königreich. Firisia, Sohn des letzten Königs, kehrte jedoch 1899 in das Land seines Vaters zurück und rief einen Dschihad gegen die Eroberer aus. Letztendlich wurde Firisia 1901 gefangen genommen und kurz darauf in Jimma hingerichtet.